# Station Gargazzone-Gargazon
Station Gargazzone-Gargazon is een spoorwegstation aan de Burggrafenspoorlijn in de stad Gargazon (Italië-Zuid-Tirol).
De stationsnaam wordt volgens de regels van Trenitalia in het Italiaans aangegeven, gevolgd door het Duits als lokale taal.